# 多胡家家訓
『多胡家家訓』（たこけかくん）は、戦国時代の尼子氏に仕えた武将・多胡辰敬が書き残した家訓。
手習学文・弓・算用・乗馬・医師・連歌・包丁・乱舞・蹴鞠・躾・細工・花・兵法・相撲・盤上の遊（囲碁・将棋）・鷹・容儀の諸芸17箇条からなり、「人の用にたつ」ひとになれ、という実用主義で貫かれたもので、辰敬自身もそれを実践した。「命は軽く、名は重い」で知られる。